# اوزاكي تشان تريد أن تلعب!
تُريد أوزاكي-تشان أن تتسكع! (باليابانية: 宇崎ちゃんは遊びたい！، بالروماجي: Uzaki-chan wa Asobitai!) هي سلسلة مانغا يابانيّة بدأ نشرها في ديسمبر 2017، واُقتبِسَ مسلسل أنمي من المانغا وبدأ عرضه في 10 يوليو 2020 وانتهى عرضه في 25 سبتمبر 2020 ولاحقًا في 1 أكتوبر 2022 بدأ عرض الموسم الثاني من السلسلة.